# Шодрон-Руссо, Пьер Гийом
Пьер Гийом Шодрон-Руссо (фр. Pierre Guillaume Chaudron-Roussau; 1775—1811) — французский военный деятель, бригадный генерал (1808 год), участник революционных и наполеоновских войн.

## Биография
Сын Гийома Шодрон-Руссо. 
На службу поступил 10 марта 1793 года курсантом военного комиссара, а 11 июля 1793 года стал лейтенантом 1-го батальона горных егерей. 7 августа 1793 года — капитан штаба. 2 января 1794 года был зачислен в 24-й конно-егерский полк. Служил в Армии Западных Пиренеев. 8 июня 1794 года в командиры батальона, а 13 июня 1795 года — в полковники штаба. 9 сентября В 1795 году он был отправлен в Западную армию и демобилизован 22 сентября 1796 года.
28 мая 1799 года он получил указание от генерала, командующего 18-м военным округом, вести новобранцев Верхней Марны в Дунайскую армию. Нанятый главнокомандующим в штаб армии, он был восстановлен в должности командира батальона пехотной полубригады 5 июня 1799 года. 14 марта 1800 года был окончательно восстановлен в звании полковника. Переведен в Итальянскую армию 12 апреля 1800 года. С 1 июля 1801 года служил в Цизальпинской республике. 23 сентября 1802 года отправлен в Батавскую республику. 2 мая 1803 года прибыл в лагерь Неймеген, и на следующий день был назначен начальником штаба пехотной дивизии Риво Армии Ганновера. 29 августа 1805 года дивизия стала частью 1-го армейского корпуса Великой Армии. Принимал участие в кампаниях 1805-07 годов. В сентябре 1808 года дивизия была передана в Армию Испании. 22 ноября 1808 года произведён в бригадные генералы. Особо отличился 28 июля 1809 года в битве при Талавере и был убит 5 марта 1811 года в битве при Барросе.

## Воинские звания
- Лейтенант (11 июля 1793 года);
- Капитан штаба (7 августа 1793 года);
- Командир батальона штаба (8 июня 1794 года);
- Полковник штаба (13 июня 1795 года);
- Бригадный генерал (22 ноября 1808 года).

## Награды
Легионер ордена Почётного легиона (16 февраля 1804 года)
 Офицер ордена Почётного легиона (14 июня 1804 года)